# 앞으로 티롤
앞으로 티롤(독일어: Vorwärts Tirol)은 티롤에서 활동하는 오스트리아의 정당이다.